# Pauluskirche (Stuttgart-Zuffenhausen)

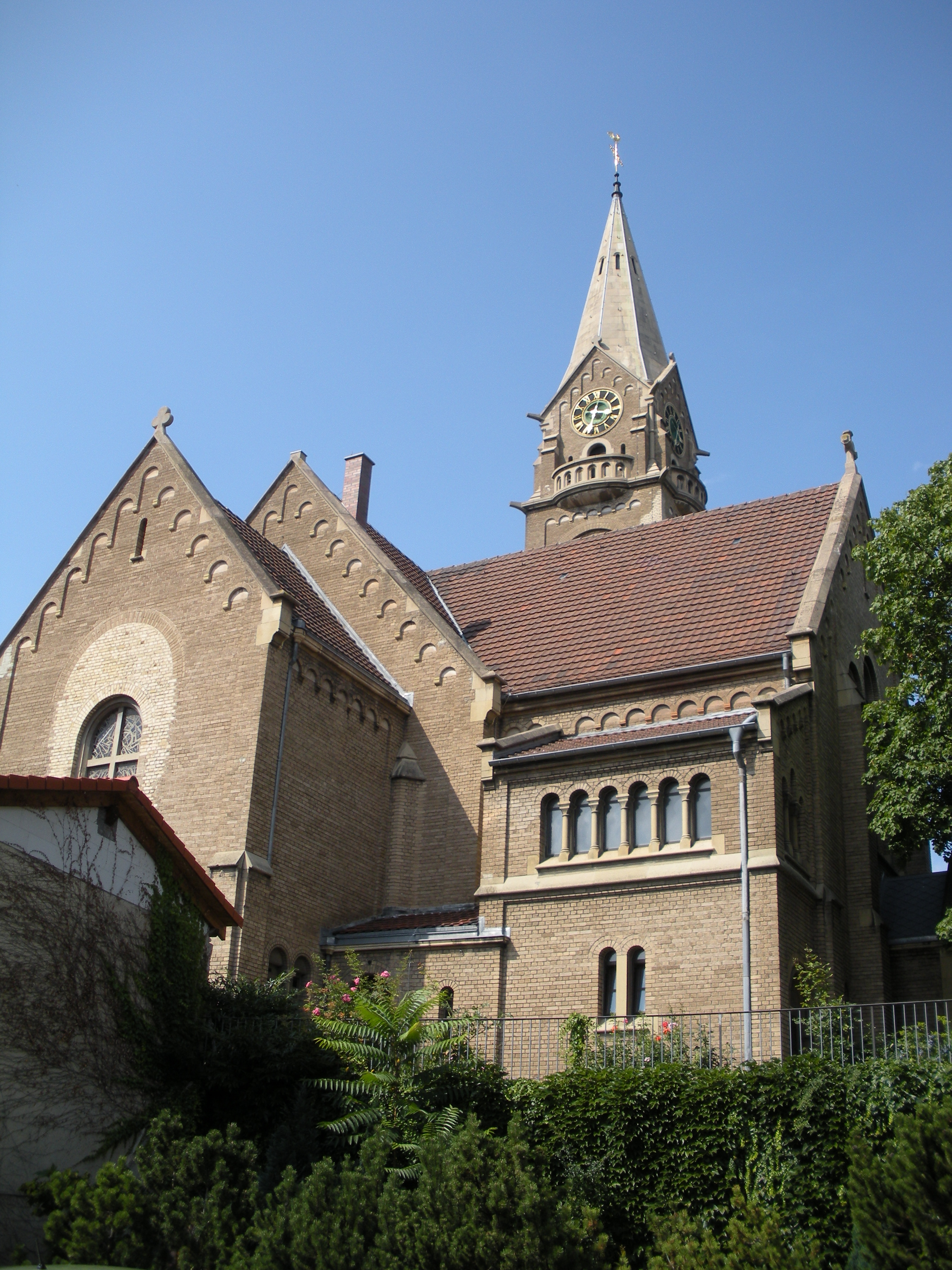
Pauluskirche in Zuffenhausen

Die evangelische Pauluskirche steht in Zuffenhausen, einem Stadtbezirk der baden-württembergischen Landeshauptstadt Stuttgart, in der Unterländer Straße 15. Das Bauwerk ist beim Landesamt für Denkmalpflege Baden-Württemberg als Baudenkmal eingetragen. Die Kirchengemeinde gehört zum Kirchenkreis Stuttgart der Evangelischen Landeskirche in Württemberg. Namensgeber der Kirche ist Paulus von Tarsus.

## Beschreibung

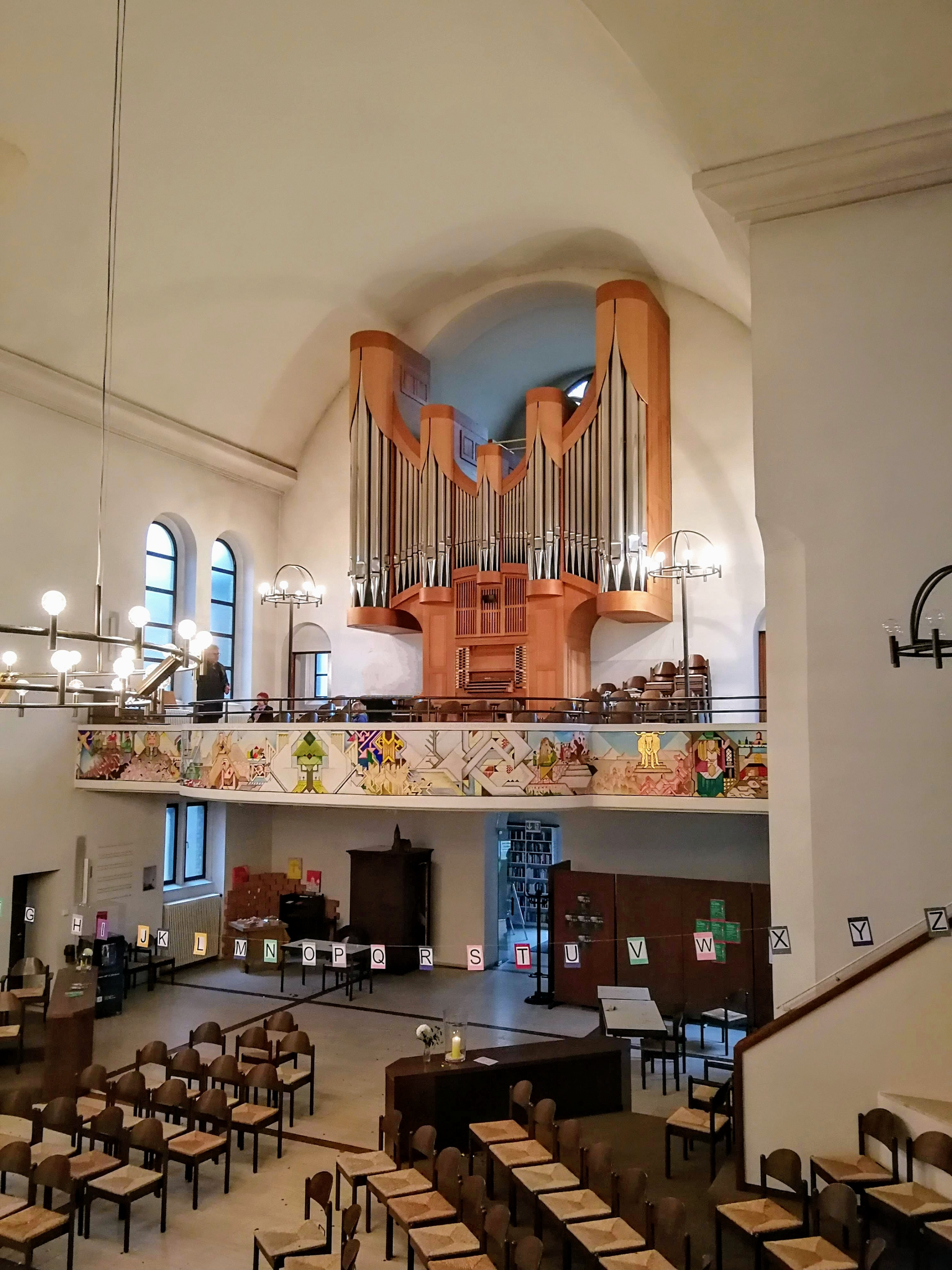
Blick zur Orgel

Die Kirche wurde 1898 nach einem Entwurf von Heinrich Dolmetsch im Rundbogenstil erbaut. Der neuromanische kreuzförmige Zentralbau besteht aus einem Langhaus, einem Querschiff vor dem eingezogenen Chor im Süden und einem Kirchturm im Norden, der mit einem spitzen Helm bedeckt ist. In seinem Glockenstuhl hängen fünf Kirchenglocken. 1983/84 wurde der Innenraum neu gestaltet.
Die Bilder an der Empore und den Wänden mit Themen aus dem Alten und Neuen Testament sowie die Glasfenster stammen von Willy Wiedmann. Die dreimanualige Orgel mit 37 Registern wurde 1990 von Orgelbau Mühleisen gebaut.